# Плюдры
Плюдры (пол. Pludry) — пассажирская и грузовая железнодорожная станция в селе Плюдры в гмине Добродзень, в Опольском воеводстве Польши. Имеет 2 платформы и 2 пути.
Станция построена в 1894 году, когда село Плюдры (нем. Pluder, Плюдер) было в составе Германской империи.